# Cascatinha (Juiz de Fora)
Cascatinha é um bairro situado na zona sul do município brasileiro de Juiz de Fora.

## História
A região compreendida atualmente pelo bairro formava um pasto de propriedade da Santa Casa de Misericórdia de Juiz de Fora, onde situava-se um lago visitado por moradores. Em 1968, dezesseis alqueires do terreno foram comprados pelo empresário Antônio Carlos Corrêa Saraiva, sendo transformados em um clube de campo batizado de Cascatinha Country Club. Com o tempo, Saraiva passou a lotear a área em torno do clube, indenizando as famílias de posseiros locais para que deixassem a área.
Ao planejamento residencial de Saraiva uniram-se empreendimentos como a implementação da Universidade Federal de Juiz de Fora na década de 1970, a integração com a BR-040 na década de 1980 a partir da abertura da Avenida Deusdedith Salgado, e a construção do Independência Shopping na década de 2000. O rápido crescimento criou um processo de verticalização e saturação que não levou em consideração a infraestrutura urbanoviária necessária, tornando o bairro um exemplo de ocupação desordenada em Juiz de Fora.